# 金玟鏡
金玟鏡（1981年8月10日—），韓國女演員。2001年獲得韓國小姐冠軍，2003年轉型成演員時以金智有（김지유）為藝名出演戲劇，直自2011年出演《噗通噗通… 他和她的心跳聲》開始，改回本名金玟鏡進行活動。

## 演出作品

### 電視劇
- 2003年：MBC《1%的可能性》飾演 姜喜真
- 2004年：KBS《四月之吻》飾演 姜在希
- 2004年：MBC《英雄時代（朝鲜语：영웅시대 (2004년 드라마)）》飾演 玄英順（青年）
- 2004年：KBS《父母見上書》飾演 彩瑩
- 2005年：KBS《Drama City（朝鲜语：KBS 드라마시티）—蒲公英花開花落》飾演 閔德萊
- 2006年：KBS《傳聞中的七公主》飾演 楊達熙
- 2006年：MBC《Best劇場（朝鲜语：MBC 베스트극장）—大海說的話（朝鲜语：바다가 하는 말）》飾演 高玄英
- 2008年：KBS《媽媽發怒了》飾演 崔恩實
- 2011年：JTBC《噗通噗通… 他和她的心跳聲》飾演 閔曉淑
- 2012年：JTBC《無子無懮》飾演 姜孝珠
- 2015年：MBC《夏娃的愛情》飾演 姜世娜
- 2017年：tvN《Circle：相連的兩個世界》飾演 朴敏英
- 2019年：oksusu《討厭你！茱麗葉（朝鲜语：너 미워! 줄리엣）》飾演 卓賢珍

### 電影
- 2004年：《綁架愛情100天》飾演 善美
- 2015年：《陷阱（朝鲜语：함정 (2015년 영화)）》飾演 李素妍
- 2019年：《霹靂嬌鋒》飾演 女青科警察
- 2021年：《冒牌，貝多芬（朝鲜语：구라, 베토벤）》飾演 奉秀導演夫人
- 2023年：《刺客（朝鲜语：살수 (영화)）》飾演 善紅

## 外部連結
- 金玟鏡的Instagram帳戶
- 金玟鏡在NAVER上的资料
- 金玟鏡在Daum上的资料